# ギブンス回転
ギブンス回転（ギブンスかいてん、英: Givens rotation）あるいはギブンス変換とは、行列
{\displaystyle {\boldsymbol {G}}(i,k,\theta )={\begin{bmatrix}1&\cdots &0&\cdots &0&\cdots &0\\\vdots &\ddots &\vdots &&\vdots &&\vdots \\0&\cdots &\cos \theta &\cdots &\sin \theta &\cdots &0\\\vdots &&\vdots &\ddots &\vdots &&\vdots \\0&\cdots &-\sin \theta &\cdots &\cos \theta &\cdots &0\\\vdots &&\vdots &&\vdots &\ddots &\vdots \\0&\cdots &0&\cdots &0&\cdots &1\end{bmatrix}}}
による線型変換である。ここで、sin θは、i 行 k 列、k 行 i 列、cos θは、i 行 i 列、k 行 k 列に出現する。行列 G(i, k, θ) は行列式が 1 の直交行列であり、(i, k) 平面での回転を表す。ギブンス回転の名はアメリカの数学者ウォレス・ギヴンスに由来する。
定義をより厳密に書けば、
{\displaystyle {\boldsymbol {G}}(i,k,\theta )_{j,\ell }={\begin{cases}\cos \theta &{\mbox{ if }}j=i,\ell =i{\mbox{ or }}j=k,\ell =k,\\\sin \theta &{\mbox{ if }}j=i,\ell =k,\\-\sin \theta &{\mbox{ if }}j=k,\ell =i,\\1&{\mbox{ if }}j=\ell ,\\0&{\mbox{ otherwise.}}\end{cases}}}
である。
積 {\displaystyle {\boldsymbol {G}}(i,k,\theta )^{\intercal }{\boldsymbol {x}}} は、ベクトル x を (i, k) 平面で θラジアン反時計回りに回転したベクトルである。
線型代数におけるギブンス回転の主な使用法は、相似変換により行列に0の要素を増やすことである。この効果はたとえば行列のQR分解の計算に採用される。ハウスホルダー変換に対する利点は容易に並列化できることと、多くの疎行列に対して演算回数が少なくてすむということである。

### 英文
- Golub, Gene H.; Van Loan, Charles F. (1996), Matrix Computations (3rd ed.), Johns Hopkins, ISBN 978-0-8018-5414-9.
- Bindel, D.; Demmel, J.; Kahan, W.; Marques, O. (2000), On Computing Givens rotations reliably and efficiently. LAPACK Working Note 148, University of Tennessee, UT-CS-00-449, January 31, 2001.

### 和文
- 山本哲朗『数値解析入門』サイエンス社〈サイエンスライブラリ 現代数学への入門 14〉、2003年6月、増訂版。ISBN 4-7819-1038-6。
- 森正武. 数値解析 第2版. 共立出版.